# (29154) 1988 VC1
1988 في سي 1 (ويعرف أيضًا باسم (29154) 1988 في سي 1 وفق تسمية الكوكب الصغير) (بالإنجليزية: 1988 VC1)‏ هو كويكب ضمن حزام الكويكبات؛ وترتيبه 29154 من حيث الاكتشاف.
اكتُشف هذا الجُرم الفلكي بواسطة Poul Jensen (astronomer) ‏ في 3 نوفمبر 1988.

## وصلات خارجية
- (29154) 1988 VC1 في قاعدة بيانات مختبر الدفع النفاث لأجرام النظام الشمسي الصغيرة

- الاكتشاف · مخطط المدار ·  العناصر المدارية · المعلمات المادية

- (29154) 1988 VC1 على موقع ويكي سكاي: DSS2, SDSS, GALEX, IRAS, Hydrogen α, X-Ray, Astrophoto, Sky Map, Articles and images